# Lista siturilor arheologice din județul Dâmbovița - U
Lista siturilor arheologice din județul Dâmbovița - U conține toate siturile arheologice din județul Dâmbovița înscrise în Repertoriul Arheologic Național (RAN) și aflate în localități al căror nume începe cu litera U. RAN este administrat de Ministerul Culturii și Patrimoniului Național și cuprinde date științifice, cartografice, topografice, imagini și planuri, precum și orice alte informații privitoare la zonele cu potențial arheologic, studiate sau nu, încă existente sau dispărute.
Puteți căuta un sit din localitățile care încep cu litera U folosind formularul de mai jos sau puteți naviga prin toate siturile din județ la Lista siturilor arheologice din județul Dâmbovița.
| Cod RAN                                   | Denumire | Localitate                        | Adresă         | Datare          | Descoperit | Coordonate                                    | Imagine           | Erori            |
| ----------------------------------------- | --- | --------------------------------- | -------------- | --------------- | ---------- | --------------------------------------------- | ----------------- | ---------------- |
| 65510.01.01 (Cod LMI: DB-I-s-B-17137)     | Așezarea din epoca bronzului de la Ulmi - "Depozit" / ansamblu anonim (Categorie: locuire civilă) (Tip: Așezare)                                             | sat Ulmi, comuna Ulmi             | Depozit        | mil. II a.Hr.   |            |                                               | Încărcați imagine | Raportați eroare |
| 65510.02.01 (Cod LMI: DB-I-m-B-17138.02)  | Situl arheologic de la Ulmi - "Tufan" / ansamblu anonim (Categorie: locuire civilă) (Tip: Așezare)                                                           | sat Ulmi, comuna Ulmi             | Tufan          | Tei             |            |                                               | Încărcați imagine | Raportați eroare |
| 65510.02.02 (Cod LMI: DB-I-m-B-17138.01)  | Situl arheologic de la Ulmi - "Tufan" / ansamblu anonim (Categorie: locuire civilă) (Tip: Așezare)                                                           | sat Ulmi, comuna Ulmi             | Tufan          | sec. IV p. Chr. |            |                                               | Încărcați imagine | Raportați eroare |
| 69438.01.01 (Cod LMI: DB-I-s-B-17140)     | Necropola din epoca bronzului de la Urseiu - "Vârful Sultanu" / ansamblu anonim (Categorie: descoperire funerară) (Tip: Necropolă)                           | sat Urseiu, comuna Vișinești      | Vârful Sultanu |                 |            |                                               | Încărcați imagine | Raportați eroare |
| 101886.01.01 (Cod LMI: DB-I-s-B-17141)    | Așezarea Latene de la Urziceanca - "Fântâna Mirii" / ansamblu anonim (Categorie: locuire civilă) (Tip: Așezare)                                              | sat Urziceanca, comuna Ciocănești | Fântâna Mirii  | geto-dacică     |            |                                               | Încărcați imagine | Raportați eroare |
| 101886.02.01 (Cod LMI: DB-I-m-B-17142.02) | Situl arheologic de la Urziceanca - "Islaz" / ansamblu anonim (Categorie: locuire civilă) (Tip: Așezare)                                                     | sat Urziceanca, comuna Ciocănești | Islaz          |                 |            |                                               | Încărcați imagine | Raportați eroare |
| 101886.02.02 (Cod LMI: DB-I-m-B-17142.01) | Situl arheologic de la Urziceanca - "Islaz" / ansamblu anonim (Categorie: locuire civilă) (Tip: Așezare)                                                     | sat Urziceanca, comuna Ciocănești | Islaz          | geto-dacică     |            |                                               | Încărcați imagine | Raportați eroare |
| 66937.01.01 (Cod LMI: DB-I-s-B-17139)     | Așezarea neolitică de la Ungureni - "Măgura" / ansamblu anonim (Categorie: locuire civilă) (Tip: Așezare)                                                    | sat Ungureni, comuna Corbii Mari  | Măgura         | Gumelnița       |            | 44°34′08″N 25°31′26″E / 44.56889°N 25.52389°E | Încărcați imagine | Raportați eroare |
| 68985.01.01 (Cod LMI: DB-II-m-B-17721)    | Biserica "Adormirea Maicii Domnului" de la Uliești / ansamblu Biserica "Adormirea Maicii Domnului" (Categorie: structură de cult/religioasă) (Tip: Biserică) | sat Uliești, comuna Uliești       |                | sec. XVIII      |            |                                               | Încărcați imagine | Raportați eroare |
| 67461.01.01 (Cod LMI: DB-II-m-A-17725)    | Biserica "Cuvioasa Paraschiva" de la Ungureni / ansamblu Biserica "Cuvioasa Paraschiva" (Categorie: structură de cult/religioasă) (Tip: Biserică)            | sat Ungureni, comuna Dragomirești |                | 1818            |            | 44°52′19″N 25°23′23″E / 44.8719°N 25.3897°E   | Încărcați imagine | Raportați eroare |